# Пламмер (город, Миннесота)
Пламмер (англ. Plummer) — город в округе Ред-Лейк, штат Миннесота, США. На площади 7,3 км² (7,3 км² — суша, водоёмов нет), согласно переписи 2002 года, проживают 270 человек. Плотность населения составляет 36,8 чел./км².
- Телефонный код города — 218
- Почтовый индекс — 56748
- FIPS-код города — 27-51712[1]
- GNIS-идентификатор — 0649597[2]